# 沢近愛理
沢近 愛理（さわちか えり）は、小林尽の漫画『スクールランブル』や、テレビアニメ『スクールランブル』などの派生作品に登場する架空の人物。アニメの声優は堀江由衣。その他の人物についてはスクールランブルの登場人物を参照。

## プロフィール
- 身長：165cmくらい
- 血液型：A型
- 年齢：16歳→17歳→？
- 誕生日：2月28日
- 星座：魚座
- 学校：矢神学院高等学校
- クラス：2年C組
- 尊敬する人物：自分の父親
- 好きなもの：動物園
- 苦手なもの：漢字・ことわざ・料理・裁縫・水泳・納豆
- 成績（上から龍→ライオン→象→亀）
  - 現国：象
  - 古典：象
  - 数学：ライオン
  - 化学：ライオン
  - 物理：ライオン
  - 世界史：象
  - 英語：ライオン
  - 美術：象
  - 保体：ライオン

## 人物

### 「スクールランブル」における沢近
塚本天満の親友の一人。英国人の父と日本人の母を持つ帰国子女で、お金持ちのお嬢様。
恋愛に絶対的な自信を持っており、物語序盤では同級生の烏丸大路にアプローチをかけたり、知り合ったばかりの男とデートする場面もあった。しかし、本当の恋をしたことはなく、播磨拳児に出会うことで実はウブであることを思い知らされる。
校内屈指の美少女で、金髪のツインテールと橙色のツリ目が特徴。ただし髪型はポニーテールにしたり、そのまま下ろしたりすることもある。自宅では下ろしていることが多い。眉は細く基本的にややつり上がり気味である。制服のリボンは紐である。
負けず嫌いな性格で、様々な面で非常に高いプライドを持っている。ただ、家が金持ちであることや、自分の持ち物を自慢することはほとんどない。一方で寂しがり屋であったり、家庭の悩みなど暗い一面も持っているが、普段はそれを人に見せることなく明るく振舞っている。プライドに見合うだけの実力は兼ね備えているが、その分負けた時の落ち込み方は尋常ではない。嫉妬などすると相手を自分と比べたがる傾向にあるが、冷静になってその相手の長所に気がついたときには、割と素直にそのことを認めている。また、自尊心が邪魔してしまうためか捻くれたところがあり自分の感情を素直に出す事が苦手で、ついキツい物言いをしてしまうことが多く、周りの誤解も災いして、周防美琴や天満とけんかしてしまったこともある。その反面、感情を表に出さずに、落ち込んでいる人間をさりげなく励ますのが得意である。ただ、困難にぶつかると人を頼ってしまう傾向があり、自分でも克服しなければならないと思ってはいるようである。責任感は結構強い。激怒したときの表情はすさまじく、背後に蛇のようなオーラが現れる。
やや世間知らずで、わがままな部分も多少ある。ショッピング好きで、その買いっぷりは相当すごいものらしい。ただし、生活感覚などは周囲と大きくズレているわけではない。一例として、普段愛飲している飲料は普通に自販機で売っている「十七茶」であり、人に飲み物を買ってきてもらったり、逆に人のために買いに行ったりするときはいつもこれである。
中学時代の途中までをイギリスで過ごした。そのため英語はときどき日常会話に混じるほど流暢だが、難しい日本語は苦手である。京都出身なので、時折喋り方に京都の発音が出ることもある。イギリスに居た頃は同級生だったマックスに「ハーフジャパニーズ」などと言われていたり、マックス曰く周囲の顔色をうかがいながら過ごしていた事からハーフである事にコンプレックスを抱いている。また、日本でも特別視されることがよくあるようだが、だんだん慣れてきている。現在は両親とは同居しておらず、豪邸で執事のナカムラやコックのマサル、犬のシーザーなどに囲まれながら暮らしている。屋敷の中は意外に和やかな様子だが、父親にめったに会えないことに対する寂しさはあるようである。また、仕事でいない父親の代わりに各方面のお偉い様方との会食に出席することもしばしば。さらに母親が病気であったり、まだ高校生であるにもかかわらずお見合いをさせられるなど、家に関する悩みは多い。そのせいもあってか、将来のことは自力で何とかしたいと思っており、美容師などといったファッション系の職業に興味があるようである。通学手段は基本的に徒歩である。
新学期が始まってからの2ヶ月の間に5人もの男子に告白されるなど、言い寄ってくる男子は数知れないが、それらすべてを軽くあしらっている。そのことが逆に女子の反感を買い、1年の間はしばらくの間周囲から孤立気味となり心を閉ざしていたが、周防たちと出会うことで少しずつ心を開いていった。2年になってからは基本的に天満、周防、高野と一緒にいることが多く（通称：四人娘）、交友関係はあまり広いほうではなかったが、のちには誕生会に一条かれん、嵯峨野恵、結城つむぎを招待するなど、少しずつ広がってきている。ただ、それでもなお沢近の本当の表情を知らない者が多い。前述の4人でいるときはイジられる、天満に冷静なツッコミを入れるなどの役に回ることが多い。後述の恋愛面に関して時にはからかわれ、時には支えられている関係でもある。ノリは良くも悪くもないが、友達の輪の中で一緒になって楽しむには問題ない。ただし、自分でその場を盛り上げるのは得意でない。2年終了時に転校する話が持ち上がっていたがその結末は不明。
特技はピアノ・剣道・髪の手入れ。他にシャイニング・ウィザードやドロップキックといったプロレス技も繰り出す。基本的に運動能力が高く、適応能力もあるため新しいこともすぐに覚えてしまう。その反面、泳ぐことができない。また、家事は全般的に苦手で、特に料理はおにぎりですらまともに作れないほど下手である。また、アウトドアがあまり好きではない。
会話の語尾には「～わよ」「～わね」「～かしら?」などを多用する。一人称は「私（わたし）」である。呼称は天満が「愛理ちゃん」、高野が「愛理」、周防が「沢近」、播磨が「お嬢」、花井が「沢近君」、八雲が「沢近先輩」、ナカムラが「お嬢様」、母親が「愛理さん」、ハリーが「エリ」、マックスが「ハーフジャパニーズ」（ただし、本人のいないところでは「愛理」）、ショーンが「ハーフジャパニーズ」。基本的にクラスの女子は「沢近さん」、男子は「沢近」と呼ぶ。

#### 播磨との関係
播磨を強く意識するようになったのは、天満と間違えて告白を受けてからのことである。それ以来、何かと成り行きや勘違いによる縁があり、口げんかが絶えず調子を狂わされながらも、ときには抜群のコンビネーションを見せ、やがて周囲からカップル扱いされるようになる。
沢近自身は播磨への好意を否定し続けていたが、その一方で「播磨は自分のことを意識している」という勘違いを引きずり、日増しに意識を強めていく。
播磨から沢近に対しては、恋愛的な感情を向けられたことこそなかったものの、女子としては珍しくニックネームで呼ぶなど気安く話せる関係になり、終盤、沢近が家庭の事情で危機に瀕した際には自ら助力を申し出るに至った。
本編終了後に描かれた番外編では、卒業後、播磨と両想いになっているものの、ともにそれを認める様子は見られず、恋人関係には至っていない。

#### 八雲との因縁
天満の妹である塚本八雲とは播磨を巡って複雑な関係になっている。お互いに嫌っているわけではないが、播磨が絡むとつらく当たってしまうことが多く、まるで八雲の邪魔に入ろうとするかのような行動に出たこともあり、時には成り行きとは言え真剣勝負をしたこともある。二人が漫画の打ち合わせをしていたとき、沢近は播磨が漫画を描いているということを知らなかったため、逢引しているものと勘違いしていた。このことや沢近自身の嫉妬から来る発言が原因で「播磨と八雲が付き合っている」という誤解を抱くことになり、このことが天満を経てさらに肥大化していき、因縁の発端となってゆく。体育祭後に始まったこの因縁は、文化祭のときに両者が和解するという形で一旦休戦状態に入ったが、数ヶ月の時間を経て、一時は天満をも巻き込み、再び本格化していくことになる。ただし、お互いの人格などを否定するような醜い争いに発展するようなことはなく、むしろ双方とも相手のことをある程度は認めている様子である。さらに、八雲は沢近が播磨に抱いているのは恋心だと見抜いており、沢近自身も八雲の気持ちには気づいているようである。なお、播磨と八雲が一緒にいるところを見るのはあまりいい気分がしないらしく、二人の交際疑惑が浮上し、学校中の噂になっていたときには、播磨の真意を知らなかったせいもあって少々動揺している様子であった。もっとも、そのような出来事が起きた直後でも播磨が絡んでいなければ基本的に争いのような状態に陥ることは無い。また、時が経つにつれて播磨のことでもそれ以前のように二人の間で張り詰めた雰囲気になることはほとんどなくなった。

### 外伝「スクールランブルZ」における沢近
本編とリンクしている可能性があるもののみを時系列順に紹介する。
- 高校生活も終盤になると、経済的に苦しい播磨にたびたび金を貸し与えている様子がうかがえる。また、この頃になると播磨に対して表立った行動を起こすようになっている。その一方で八雲の存在もまだ気になっている。
- 卒業する頃には播磨と行動を共にすることがかなり増えている様子である。
- 高校卒業後、八雲からは自分以上の頑固者で播磨の頑固さに唯一立ち向かえるかもしれない相手と評されている。また、紆余曲折の末に播磨と結ばれて子供を授かったと思われる未来像が描かれている。

## 人気投票
いずれも『週刊少年マガジン』誌上にて実施された。
| 大会名                    | 実施時期   | 発表 | 順位 | 得票率 | 備考                     |
| ------------------------- | ---------- | ---- | ---- | ------ | ------------------------ |
| 第1回キャラクター人気投票 | 2003年9月  | 12月 | 4位  | 約12%  | 女性キャラクター中3位    |
| 第2回キャラクター人気投票 | 2004年6月  | 9月  | 2位  | 15.9%  | 女性キャラクター中1位    |
| 第3回キャラクター人気投票 | 2005年10月 | 11月 | 2位  | 12.8%  | 女性キャラクター中2位    |
| 第1回カップル選手権       | 2004年6月  | 9月  | 1位  | 35.6%  | 播磨拳児とのカップリング |

## 音楽

### イメージミニアルバム
アニメ『スクールランブル』の放送にあわせて発売されたイメージミニアルバムの第4弾『沢近愛理』（2004年10月27日発売）がこれにあたる。発売元はスターチャイルド。収録時間は約39分。CDコードは初回盤がKICA-9656、通常盤がKICA-656。ジャケットは小林尽書き下ろしによる沢近のイラスト。初回盤の特典は紙ジャケット仕様、沢近愛理特製キーメタル・全巻収納キャンパスミニトート封入。また、4枚のCDに隠された秘密も明らかにされている。
- ドラマ

- ♯01 マジックと落語
- ♯02 カレーライスとハンカチ
- ♯03 ヒゲと昼寝
- ♯Extra 愛

- 歌（全ての曲のオフ・ヴォーカル・バージョンも同時収録）

- Feel my Feeling

作詞 - 竹中あこ / 作曲・編曲 - 大森俊之 / 歌 - 堀江由衣
- アマイユメ

作詞・作曲 - Salia / 編曲 - shin-go / 歌 - unicorn table
- センチメンタル

作詞・作曲・編曲 - 橋都章人 / 歌 - H.U.S.H
- その他

- Title Call
- Message
- Cast Talk
- CM

### キャラクターソング
- Feel my Feeling

作詞 - 竹中あこ / 作曲・編曲 - 大森俊之 / 歌 - 堀江由衣
イメージミニアルバム「沢近愛理」・スクールランブル Super Twin Album ～School After～に収録（いずれもスターチャイルドより発売）
- DEPENDENCE

作詞 - 相吉志保 / 作曲・編曲 - たかはしごう / 歌 - 堀江由衣・Rap - 高橋広樹
裏スクールランブル 二学期 ～メガネの聖戦!～・スクールランブル 二学期 ボーカルベスト「矢神のど自慢」に収録（いずれもマーベラスエンターテイメントより発売）
このうち「Feel my Feeling」のメロディーをアレンジしたサウンドが数種類存在し、アニメの主に沢近が登場している場面でBGMとして使用されている。
他に塚本天満役の小清水亜美・周防美琴役の生天目仁美・高野晶役の清水香里と音楽ユニットを組んで歌った曲や沢近愛理の名義は用いていないがスクールランブル関連で沢近役の堀江由衣がヴォーカルを務めた曲がある。
- School Rumble 4 Ever（スクールランブル 最終回ED）

作詞 - 相吉志保 / 作曲・編曲 - たかはしごう / 歌 - 小清水亜美・生天目仁美・堀江由衣・清水香里
スクールランブル オリジナルサウンドトラック「SOUND SCHOOL」・スクールランブル Super Twin Album ～School After～に収録（いずれもスターチャイルドより発売）
- スクランブル（スクールランブル OP・スクールランブル 三学期 OP）

作詞・作曲 - スズーキタカユキ / 編曲 - UNSCANDAL / 歌 - 堀江由衣 with UNSCANDAL
シングル「スクランブル」・アルバム「嘘つきアリスとくじら号をめぐる冒険」・シングル「School Rumble Forever」に収録（いずれもキングレコードより発売）。

## 豆知識
- 原作者から沢近の名前の由来について公に語られたことはない。
- 原作での初登場は♯07（コミックス第1巻収録）であり、アニメではこれに該当する話より以前である一学期の♯01からの登場である。
- 連載開始前の試作段階においての設定では完成形と比べて髪型が異なる、顔つきが幼いなどといった違いが見られた。
- ギャグシーンで動揺したときなどにおいて、よく一本の八重歯が強調される。他のキャラにも同様の表現を用いられることが稀にあるが、沢近が圧倒的に多い。
- コミックスの書き下ろし企画で沢近に関連したものに他キャラクターからの紹介（1巻）、通知表（3巻）、トレーディングカード（4巻）、アニメで沢近を演じた堀江由衣へのQ&A（14巻）などがある。
- 沢近をモチーフにした小林尽書き下ろしの4コマ漫画がある。元々はアニメ化の際に全国の書店で宣伝用に無料で配布されたしおりに載せるためのもので、後に「少年マガジン SG（ショートギャグ）増刊」（2005年7月28日発売）に再録された。
- 小林尽がキャラクターの気持ちになって考えるとき、一番なりきるのが難しいのが沢近である。理由は大金持ちに出会った経験がないからとのこと[2]。
- アニメの通常時における歴代のオープニングとエンディングに流れる映像の全てに登場している。また、エンディングにおける声優キャスト欄では最初の列の上から5番目に表示される。ただし、欠員の都合で上にずれる場合が多々ある。さらに、登場人物があまりにも少ないため2列目に回ることも一度だけあった。
- 基本的にアニメの次回予告には登場しないが、一学期・二学期の両シリーズともに1回だけ登場することがあった。
- アニメの英語版で沢近を演じたのはリア・クラークである。また、舞台「スーパーお芝居スクールランブル ～お猿さんだよ、播磨くん!～」では小出由華が演じた。
- 沢近は読者などから「ツンデレキャラ」として扱われることがあるが、小林尽は「自分ではそういう意識はしていない。（このキャラはツンデレであるという様な）カテゴライズをしないように描いている。」と語っている[3]。
- アニメで沢近を演じた堀江由衣は、（沢近が好意を抱いている）播磨はあまり自分の好きな男性のタイプではなく、恋人にしたいのは麻生広義であるとのこと。ただ、同時に沢近には幸せになってもらいたいとも語っている[4]。
- 『アニメディア』（2005年3月号）や『メガミマガジン』（2006年7月号）において、表紙を飾った。前者は天満と2人で、後者は天満・八雲・周防と4人で登場した。